# Cheumatopsyche capitella
Cheumatopsyche capitella är en nattsländeart som först beskrevs av Martynov 1927.  Cheumatopsyche capitella ingår i släktet Cheumatopsyche och familjen ryssjenattsländor. Inga underarter finns listade i Catalogue of Life.